# لوچانو بورتی
لوچانو پوچی بورتی (پرتغالی: Luciano Pucci Burti؛ زادهٔ ۵ مارس ۱۹۷۵ در سائو پائولو) رانندهٔ سابق مسابقات اتومبیل‌رانی اهل برزیل است که از فصل ۲۰۰۰ تا ۲۰۰۱ در مجموع در پانزده گراند پری از مسابقات جهانی فرمول یک شرکت کرد، اما موفق به کسب هیچ امتیازی نشد.